# 菲洛尼夫卡 (拉多梅什利區)
50°33′37″N 29°11′44″E / 50.56028°N 29.19556°E
菲洛尼夫卡（烏克蘭語：Філонівка）是烏克蘭北部的村莊，隸屬日托米爾州的日托米爾區。該村面積0.44平方公里，海拔高度177米，2001年人口89，人口密度每平方公里201.36人。